# Flatajron (zgrada)
Flatajron zgrada, originalno Fulerova zgrada, je trouglasta sa 22-sprata, 285 ft (86,9 m) visoka orijentirna zgrada sa čeličnim okvirom, smeštena na broju 175 Pete avenije u četvrti Flatajron u okrugu Menhetan, Njujork Sitija. Zgradu su dizajnirali Daniel Bernam i Frederik Dinkelberg. Ona je bila jedna od najviših zgrada u gradu po svom završetku 1902. godine, visoka 20 spratova, i bila je jedan od samo dva „nebodera” severno od 14. ulice - drugi je bio Toranj Metropolitanskog životnog osiguravajućeg društva, jedan blok istočno. Zgrada se nalazi na trouglastom bloku formiranom od Pete avenije, Brodveja i Istočne 22. ulice - gde se nalazi zadnji kraj zgrade od 87 ft (27 m) - pri čemu Istočnom 23. ulicom koja zaseca severni vrh trougla. Kao i kod brojnih drugih zgrada u obliku klina, naziv „Flatajron” potiče od njene sličnosti sa livenim gvožđem pegle za odeću.
Zgrada, koja je nazvana „jednim od najznamenitijih svetskih nebodera i suštinskim simbolom Njujork Sitija”, usidrava južni kraj Madison Skvera (centra grada) i severni kraj (gornji grad) istorijskog okruga Lejdis majl. Kvart oko nje naziva se okrug Flatajron po ovoj prepoznatljivoj zgradi, koja je postala ikona Njujork Sitija. Zgrada Flatajron proglašena je znamenitošću Njujorka 1966, dodata je u Nacionalni registar istorijskih mesta 1979. godine, i proglašena je nacionalnom istorijskom znamenitošću 1989. godine.

## Istorija

### Lokacija
Mesto na kome staji zgrada Flatajron kupio je 1857. godine Amos Eno, koji je ubrzo sagradio Hotel pete avenije na mestu dijagonalno preko puta njega. Eno je srušio četvorospratni hotel Sv. Džermejn na južnom kraju parcele i zamenio ga sedmospratnicom, Kamberland. Na ostatku parcele sagradio je četiri trospratnice za komercijalnu upotrebu. Ovo je ostavilo četiri sprata Kamberlandove severne strane izloženim, koje je Eno izdao oglašivačima, uključujući Njujork tajms, koji je postavili znak sastavljen od električnih svetala. Eno je kasnije stavio platneni ekran na zid i na njega projektovao slike iz čarobnog fenjera na vrhu jedne od njegovih manjih zgrada, predstavljajući naizmenično oglase i zanimljive slike. Tajms i Njujork Tribjun su počeli da koriste ekran za biltenske vesti, a u izbornim noćima desetine hiljada ljudi bi se okupile na Madison Skveru, čekajući najnovije rezultate.
Tokom svog života Eno se opirao predlozima da proda „Enov flatajron”, kako je to mesto postalo poznato, ali nakon njegove smrti 1899. godine njegova imovina je likvidirana, a parcela je otišla na prodaju. Skupština države Njujork izdvojila je 3 miliona dolara da bi je grad kupio, ali to je propalo kad je novinski izveštač otkrio da je plan bio spletka šefa Tamani Hola Ričarda Krokera. Umesto toga, parcelu je na aukciji kupio Vilijam Eno, jedan od Amosovih sinova, za 690.000 američkih dolara - stariji Eno kupio je taj posed za oko 30.000 američkih dolara četrdeset godina ranije. Tri nedelje kasnije, Vilijam je parcelu preprodao Samjuelu i Motu Njuhausu za 801.000 dolara. Njuhausi su nameravali da podignu dvanaestospratnu zgradu sa maloprodajnim radnjama na uličnom nivou i momačkim stanovima iznad, ali dve godine kasnije plac su prodali za oko 2 miliona dolara kompaniji Kumberland Rialti, investicionom partnerstvu koje je stvorio Hari S. Blek, izvršni direktor kompanije Fuler. Kompanija Fuler bila je prvi pravi generalni izvođač koji se bavio svim aspektima građevinske konstrukcije, osim dizajna, a specijalizovali su se za izgradnju nebodera.
Blek je nameravao da na tom mestu izgradi novu zgradu svog sedišta, uprkos nedavnom propadanju okolnog naselja, i angažovao je čikaškog arhitektu Daniela Bernama da je dizajnira. Zgrada, koja je bila prvi Bernamov rad u Njujork Sitiju, ujedno je bila i prvi neboder severno od 14. ulice. Nazvana je Fulerova zgrada po Džordžu A. Fuleru, osnivaču kompanije Fuler i „ocu nebodera”, koji je umro dve godine ranije. Međutim, lokalno stanovništvo ju je uporno nazivalo „Flatajron”, imenom koje je od tada i ozvaničeno.

### Izgradnja
Jednom kada je izgradnja zgrade započela, ona se odvijala vrlo brzim tempom. Čelik je bio tako precizno unapred isečen da se okvir podizao brzinom od jednog sprata nedeljno. Do februara 1902. godine okvir je bio završen, a sredinom maja zgrada je bila napola pokrivena terakotskim pločicama. Zgrada je završena u junu 1902, nakon godinu dana izgradnje.
Zgrada Flatajron nije bila prva zgrada njenog trouglastog tlocrta: osim verovatno jedinstvenog trouglastog rimskog hrama izgrađenog na slično stišnjenom mestu u gradu Verulamijum, Britanija, Bridž Haus, Lids, Engleska (1875), gostionica Merilend u Anapolisu (1782), Grejndžerov blok u Sirakjusu u Njujorku (1869), zgrada Felan u San Francisku (1881), zgrada Guderam iz Torontu (1892) i Englesko-američka zgrada u Atlanti (1897) su joj prethodile. Sve su, međutim, manje od njujorškog pandana.
Po završetku zgrade Flatajron dodate su dve karakteristike. Maloprodajni prostor „branik” na pročelju zgrade dodat je kako bi se maksimalno iskoristilo zemljište zgrade i uvećao maloprodajni prihod. Hari Blek je insistirao na tom prostoru, uprkos Bernamovih primedbi. Još jedan dodatak zgradi koja nije postojao u prvobitnom planu bio je penthaus, koji je izgrađen nakon što je ostatak zgrade dovršen da bi se koristio kao umetnički atelje, i brzo je iznajmljen umetnicima kao što je Luis Fančer, od kojih su mnogi su sarađivali sa magazinima žute štampe koji su radili u uredima na nižim spratovima.

### Inicijalni respons
Zgrada Flatajron postala je ikona Njujork Sitija, i respons javnosti na nju bio je entuzijastičan, mada kritički odgovor na nju u to vreme nije bio u potpunosti pozitivan, a pohvale su se uglavnom ticale primetne inženjerske dosetljivosti. Montgomeri Šujler, urednik časopisa Architectural Record je izjavio da njena „nezgrapnost [je] potpuno neskrivena, i bez čak i pokušaja da se prikrije, kao i da nisu bili ogorčeni tretmanom. ... Tretman vrha je dodatak i izgleda kao bezobzirno pogoršanje urođene nezgrapnosti situacije.” On je pohvalio površinu zgrade i detalje radova na terakoti, ali je kritikovao praktičnost velikog broja prozora u zgradi:„ [Stanar] možda može da nađe zidni prostor za jedan rolo radni sto, bez preklapanja prozora, sa svetlošću neposredno ispred njega i iza njega i na jednoj njegovoj strani. Ali, pretpostavimo da mu je potrebna polica za knjige? Nesumnjivo je da ima vrlo prihvatljivo mesto sa kog se mogu gledati povorke. Ali za poslovne transakcije?”

## Galerija
- Zgrada oko 1903
- Mornarička regrutna stanica u „braniku” zgrade tokom parade „Probudi se Ameriko” pre Prvog svetskog rata
- Pogled sa strane
- Pogled straga
- Vrh izbliza

## Napomene
1. ↑  "By 1903, Chicago's Daniel H. Burnham had completed the twenty-two-story Fuller Building in New York City, which the public quickly redubbed the Flatiron Building because of its iconic triangular plan.[3]
2. ↑  For its iconic status, see Koolhaas 1994, стр. 72 and Goldberger 1981, стр. 38; both noted in this context in Zukowsky & Saliga 1984, стр. 79 note 3

## Literatura
- Brown, Lance Jay; Dixon, David; Gillham, Oliver (21. 6. 2014). Urban Design for an Urban Century: Shaping More Livable, Equitable, and Resilient Cities (2nd изд.). Hoboken: Wiley. ISBN 978-1-118-45363-6.
- Goldberger, Paul (1981). The skyscraper. New York: Knopf Distributed by Random House. ISBN 978-0-394-71586-5. OCLC 7653455.
- Koolhaas, Rem (1994). Delirious New York: A Retroactive Manifesto for Manhattan. New York: The Monacelli Press. ISBN 9781885254009. OCLC 881684136.
- White, Norval; Willensky, Elliot; Leadon, Fran (2010). AIA Guide to New York City (5th изд.). New York: Oxford University Press. ISBN 978-0-19538-386-7.
- Zukowsky, John; Saliga, Pauline (1984). „Late Works by Burnham and Sullivan”. Art Institute of Chicago Museum Studies. 11 (1): 70. ISSN 0069-3235. JSTOR 4115889. doi:10.2307/4115889.
- Kreitler, Peter Gwillim. Flatiron: A Photographic History of the World's First Steel Frame Skyscraper, 1901–1990. AIA Press 1991.  978-1-55835-060-1
- Laurin, Dale (2008). „Grace and Seriousness in the Flatiron Building and Ourselves” (PDF). Aesthetic Realism Looks at NYC. Aesthetic Realism Foundation. стр. 1—4.

## Spoljašnje veze
- Flatajron (zgrada) на веб-сајту Emporis
- „Travel New York – The Triangular Flatiron Building in New York City” (Video). 20. 9. 2010  — преко YouTube.